# Baptized in Filth
Baptized in Filth – czwarty album amerykańskiego zespołu deathcore’owego Impending Doom, wydany 13 marca 2012 za pośrednictwem wytwórni Entertainment One Music. Głównym singlem albumu jest „For the Wicked”, do którego nakręcono teledysk. Teledysk do utworu „Murderer” został wydany przez zespół w celu promocji albumu, a ostatnie wideo do utworu „Deceiver” wydał 26 czerwca 2012.
Grupa zagrała na Metal Alliance Tour 2012 obok DevilDriver, The Faceless, Dying Fetus, Job for a Cowboy oraz 3 Inches of Blood.
Album został wyprodukowany przez Andreasa Magnussona, który zajął się produkcją albumów dla zespołów The Black Dahlia Murder i The Famine; oraz zmiksowany przez Machine, który wcześniej współpracował z Suicide Silence, Demon Hunter i Lamb of God. Jest to ostatni album zespołu, w którym wystąpił gitarzysta Cory Johnson przed odejściem w czerwcu 2012.

## Tło
Koncepcja albumu, wyjaśniona przez basistę Davida Sittiga:

Baptized In Filth reprezentuje bezmyślną pobłażliwość i samouwielbienie w podłym świecie, w którym żyjemy. Ten album ma was wystraszyć!

## Lista utworów
Wszystkie teksty zostały napisane przez Brooka Reevesa; cała muzyka jest skomponowana przez członków Impending Doom.
1. „Murderer” – 4:22
2. „For the Wicked” – 3:33
3. „Chaos: Reborn” – 3:55
4. „Deceiver” – 3:36
5. „Falling Away” – 3:41
6. „Absolute Horror” – 1:56
7. „Angry Letters to God” – 3:11
8. „Baptized in Filth” – 2:28
9. „My Light Unseen” (gościnnie Ryan Clark z Demon Hunter) – 3:42
10. „Death. Ascension. Resurrection.” – 4:10[1]

## Twórcy
Wykonawcy
- Brook Reeves – wokal
- Cory Johnson – gitara prowadząca, gitara rytmiczna
- David Sittig – gitara basowa
- Brandon Trahan – perkusja[1]

Występy gościnne
- Ryan Clark – czysty wokal w utworze „My Light Unseen”[1]

Produkcja
- Andreas Lars Magnusson – producent, inżynieria dźwięku
- Machine – producent (wokale), miksowanie
- Alan Douches – mastering[1]

## Pozycje
| Lista (2010)                | Najwyższa lokata |
| --------------------------- | ---------------- |
| U.S. Billboard 200          | 107              |
| U.S. Top Christian Albums   | 7                |
| U.S. Top Rock Albums        | 31               |
| U.S. Top Hard Rock Albums   | 8                |
| U.S. Top Independent Albums | 16               |